# Hongyen Thakam Futsal Club
Der Hongyen Thakam Futsal Club (thailändisch สโมสรฟุตซอลหงษ์เย็นท่าคาม) ist ein professioneller thailändischer Futsalverein aus Ban Phaeo in der Provinz Samut Sakhon. Aktuell spielt der Verein in der ersten Liga, der Thailand Futsal League.

## Erfolge
- Thailändischer Meister: 2023, 2024
- Thailändischer Vizemeister: 2021, 2022
- AFF Futsal Club Championship

Finalist: 2022, 2023

## Stadion
Der Verein trägt seine Heimspiele im Sanam Chai Stadium in Samut Sakhon aus.

## Saisonplatzierung
| Saison | Liga                   | Level | Spiele | S  | U | N  | Tore   | Punkte | Position |
| ------ | ---------------------- | ----- | ------ | -- | - | -- | ------ | ------ | -------- |
| 2018   | Thailand Futsal League | 1     | 26     | 14 | 5 | 7  | 81:72  | 47     | 6.       |
| 2019   | Thailand Futsal League | 1     | 26     | 12 | 4 | 10 | 78:69  | 40     | 7.       |
| 2020   | Thailand Futsal League | 1     | 26     | 13 | 7 | 6  | 82:59  | 46     | 4.       |
| 2021   | Thailand Futsal League | 1     | 26     | 18 | 3 | 5  | 97:57  | 57     | 2.       |
| 2022   | Thailand Futsal League | 1     | 26     | 20 | 2 | 4  | 99:43  | 62     | 2.       |
| 2023   | Thailand Futsal League | 1     | 26     | 25 | 1 | 0  | 121:51 | 76     | 1.       |
| 2024   | Thailand Futsal League | 1     | 26     |    |   |    |        |        |          |